# 101 Collins Street
101 Collins Street – wieżowiec w Melbourne, w stanie Wiktoria, w Australii, o wysokości 260 m. Budynek został otwarty w 1991, posiada 57 kondygnacji.